# Christie Blatchford
Pour les articles homonymes, voir Blatchford.
Christie Blatchford (née le 20 mai 1951 à Rouyn-Noranda au Québec et morte le 12 février 2020 à Toronto (Ontario)) est une chroniqueuse, journaliste et animatrice radio canadienne.

## Biographie
Née à Rouyn-Noranda au Québec, Christie Blatchford s'installe avec sa famille à Toronto pendant son adolescence. Elle est diplômée du North Toronto Collegiate Institute en 1970 puis en journalisme à l'Université Ryerson.
Elle commence à travailler pour le Globe and Mail en 1972, d'abord en stage puis comme journaliste sportive et chroniqueuse jusqu'en 1977. Elle est alors présentée comme la première chroniqueuse sportive au Canada et l'une des six femmes à occuper ce type de rôle en Amérique du Nord,. Mécontente de la publication d'une chronique contre son gré, elle rejoint le Toronto Star, le concurrent du Globe, en 1977 et commence à couvrir les procès criminels en 1978.
Cherchant à devenir chroniqueuse, elle est embauchée par le Toronto Sun en 1982, où elle relate notamment sa nouvelle relation amoureuse avec un petit ami plus jeune. Christie Blatchford travaille pour le Sun pendant 16 ans, au cours desquels elle reviendra au reportage et aux sujets plus difficiles.
En 1998, Christie Blatchford rejoint le National Post, nouvellement lancé. En 1999, elle reçoit le National Newspaper Award. Elle retourne au Globe and Mail en 2003 en tant que chroniqueuse.
Au cours des quatre voyages qu'elle réalise en Afghanistan en 2006-2007, elle rend compte de l'expérience des soldats canadiens. À partir de ces expériences, elle publie Fifteen Days: Stories of Bravery, Friendship, Life and Death from Inside the New Canadian Army. Le livre remporte le prix littéraire du Gouverneur général de 2008.
Elle fait son retour au National Post en 2011 et y termine sa carrière.
Elle a également été fréquemment commentatrice, contributrice et invitée à la radio CFRB pendant plusieurs décennies.
Le livre Helpless: Caledonia's Nightmare of Fear and Anarchy, et How the Law Failed All Us, qui traite du conflit territorial de Caledonia, a suscité une certaine controverse du fait de son parti-pris. Le projet est finalement annulé.
Christie Blatchford est diagnostiquée en novembre 2019 d'un cancer du poumon. Intronisée au Canadian News Hall of Fame ce même mois, elle ne peut pas assister à la cérémonie,.
Elle prend congé de la rédaction de sa chronique pour suivre son traitement. Elle meurt à Toronto le 12 février 2020,,,.